# Marco Coledan
Marco Coledan (Motta di Livenza, 22 augustus 1988) is een voormalig Italiaans wielrenner. Coledan tekende in 2012 zijn eerste profcontract, bij Colnago-CSF Bardiani. In 2006 werd hij Europees kampioen bij de junioren in de achtervolging, een onderdeel van het baanwielrennen. De sterkste ploeg waarvoor Coledan reed was het Amerikaanse Trek. Eind 2018 sloot hij zijn carrière af in dienst van Wilier Triestina-Selle Italia.

## Baanwielrennen

### Palmares
| Jaar     | IK                                                                                            | EK            | WK       | Overig                       |
| Junioren | Junioren                                                                                      | Junioren      | Junioren | Junioren                     |
| -------- | --------------------------------------------------------------------------------------------- | ------------- | -------- | ---------------------------- |
| 2006     |                                                                                               | Achtervolging |          |                              |
| Elite    |                                                                                               |               |          |                              |
| 2007     | Ploegenachtervolging · Achtervolging                                                          |               |          |                              |
| 2008     | Achtervolging · Ploegenachtervolging                                                          |               |          |                              |
| 2009     | Achtervolging · Ploegenachtervolging                                                          |               |          |                              |
| 2010     | Ploegenachtervolging · Achtervolging                                                          |               |          |                              |
| 2011     |                                                                                               |               |          |                              |
| 2012     | Achtervolging, Puntenkoers · Ploegenachtervolging                                             |               |          |                              |
| 2013     | Achtervolging, Ploegenachtervolging, Derny · Teamsprint, Koppelkoers · Kilometer, Puntenkoers | Derny         |          | WB Manchester: Achtervolging |
| 2014     | Achtervolging · Omnium · Puntenkoers                                                          |               |          | 6daagse Fiorenzuola          |

## Wegwielrennen

### Overwinningen
2009
1e etappe Giro della Regione Friuli Venezia Giulia
2012
1e etappe deel B Ronde van Padania (ploegentijdrit)
2016
1e etappe Ronde van Alberta (ploegentijdrit)
2018
8e etappe Ronde van Marokko

### Resultaten in voornaamste wedstrijden
| Jaar | Ronde van Italië | Ronde van Frankrijk | Ronde van Spanje |
| ---- | ---------------- | ------------------- | ---------------- |
| 2012 | 153e             |                     |                  |
| 2013 |                  |                     |                  |
| 2014 |                  |                     |                  |
| 2015 | 163e (laatste)   |                     |                  |
| 2016 | 129e             |                     |                  |
| 2017 |                  |                     |                  |
| 2018 | 146e             |                     |                  |

| Jaar | Milaan-San Remo | Gent-Wevelgem | Ronde van Vlaanderen | Parijs-Roubaix | Parijs-Tours |
| ---- | --------------- | ------------- | -------------------- | -------------- | ------------ |
| 2012 | 147e            |               |                      |                |              |
| 2013 |                 |               |                      |                |              |
| 2014 | 97e             |               |                      |                |              |
| 2015 |                 |               |                      |                | 26e          |
| 2016 | 145e            | 73e           | opgave               | buit.tijd      |              |
| 2017 | 182e            |               |                      |                |              |
| 2018 | 122e            |               |                      |                |              |

## Ploegen
- 2012 –  Colnago-CSF Inox
- 2013 –  Bardiani Valvole-CSF Inox
- 2014 –  Bardiani CSF
- 2015 –  Trek Factory Racing
- 2016 –  Trek-Segafredo
- 2017 –  Trek-Segafredo
- 2018 –  Wilier Triestina-Selle Italia

Alafaci · Arredondo · Beppu · Busche · Cancellara · Coledan · Devolder · Didier · Felline · Irizar · Jungels · McConnell · Mollema · Nizzolo · Popovytsj · B.van Poppel · D.van Poppel · Rast · Roulston · Schleck · Sergent · Silvestre · Steegmans · Stuyven · Vandewalle · Watson · Zoidl · Zubeldia · Basso (stagiair) · Bernard (stagiair) · Rekita (stagiair)
Alafaci · Arredondo · Beppu · Bernard · Bobridge · Bonifazio · Cancellara   · Coledan · Devolder · Didier · Felline · Hesjedal · Irizar · Mollema · Nizzolo · Popovytsj · van Poppel · Rast · Reijnen · Schleck · Stetina · Stuyven · Theuns · Zoidl · Zubeldia · Allegaert (stagiair) · Mosca (stagiair)
Alafaci · Beppu · Bernard · Brändle · Cardoso · Coledan · Contador · Daniel · Degenkolb · Didier · Felline · Gogl · Guerreiro · Hernández · Irizar · de Kort · Mollema · Nizzolo · Pantano · Pedersen · van Poppel · Rast · Reijnen · Stetina · Stuyven · Theuns · Zubeldia · Conci (stagiair) · Moschetti (stagiair) · Toovey (stagiair)
Bertazzo · Bevilacqua · Busato · Coledan · Flórez · Fonzi · Kasjavy · Mareczko · Mosca · Pacioni · Pozzato · Raggio · Rosa · Turrin · Velasco · Zardini · Zhupa